# UCI America Tour 2025
Navigation
Édition précédente Édition suivante
L'UCI America Tour 2025 est la 21e édition de l'UCI America Tour, l'un des cinq circuits continentaux de cyclisme de l'Union cycliste internationale. Il se déroule du 25 octobre 2024 au 10 août 2025 en Amérique.

## Équipes
Les équipes qui peuvent participer aux différentes courses dépendent de la catégorie de l'épreuve. Par exemple, les UCI WorldTeams ne peuvent participer qu'aux courses .1 et leur nombre par épreuves est limité.
| Catégorie | Catégorie               | Équipes                                                                                 |
| --------- | ----------------------- | --------------------------------------------------------------------------------------- |
| .1        | 1.1 (Course d'un jour)  | * UCI WorldTeam (max 50 %) * UCI ProTeam * Équipe continentale * Sélection nationale    |
| .1        | 2.1 (Course par étapes) | * UCI WorldTeam (max 50 %) * UCI ProTeam * Équipe continentale * Sélection nationale    |
| .2        | 1.2 (Course d'un jour)  | * UCI ProTeam * Équipe continentale * Sélection nationale * Équipe régionale et de club |
| .2        | 2.2 (Course par étapes) | * UCI ProTeam * Équipe continentale * Sélection nationale * Équipe régionale et de club |

## Calendrier des épreuves

### Octobre 2024
| Date | Course            | Pays      | Classe | Vainqueur      | Équipe          |
| ---- | ----------------- | --------- | ------ | -------------- | --------------- |
| 25-3 | Tour du Guatemala | Guatemala | 2.2    | Robinson López | GW Erco Shimano |

### Novembre 2024
| Date  | Course                                        | Pays     | Classe | Vainqueur     | Équipe      |
| ----- | --------------------------------------------- | -------- | ------ | ------------- | ----------- |
| 1-3   | Tour do Rio                                   | Brésil   | 2.2    | Sergio Henao  | NU Colombia |
| 2     | Championnat de la Caraïbe du contre-la-montre | Guyana   | 1.2    | Conor White   | Bermudes    |
| 3     | Championnat de la Caraïbe sur route           | Guyana   | 1.2    | Cory Williams | Belize      |
| 11-17 | Tour de l'Équateur                            | Équateur | 2.2    | Richard Huera | Best PC     |

### Décembre 2024
| Date  | Course             | Pays       | Classe | Vainqueur        | Équipe              |
| ----- | ------------------ | ---------- | ------ | ---------------- | ------------------- |
| 13-22 | Tour du Costa Rica | Costa Rica | 2.2    | Luis Daniel Oses | 7C-Economy-Lacoinex |

### Janvier
| Date  | Course          | Pays      | Classe | Vainqueur     | Équipe                          |
| ----- | --------------- | --------- | ------ | ------------- | ------------------------------- |
| 12-19 | Tour du Táchira | Venezuela | 2.2    | Eduin Becerra | Team Trululu Grupo La Guacamaya |

### Avril
| Date  | Course                                | Pays       | Classe | Vainqueur    | Équipe                 |
| ----- | ------------------------------------- | ---------- | ------ | ------------ | ---------------------- |
| 4-6   | Jamaica International Cycling Classic | Jamaïque   | 2.2    | Sergio Henao | NU Colombia            |
| 23-27 | Tour of the Gila                      | États-Unis | 2.2    | Kieran Haug  | Project Echelon Racing |
| 30-4  | Vuelta Bantrab                        | Guatemala  | 2.2    | Wilson Peña  | Team Sistecrédito      |

### Mai
| Date | Course                    | Pays       | Classe | Vainqueur      | Équipe       |
| ---- | ------------------------- | ---------- | ------ | -------------- | ------------ |
| 18   | Gran Premio New York City | États-Unis | 1.2    | Sean Christian | Team Skyline |

### Juin
| Date  | Course         | Pays   | Classe | Vainqueur     | Équipe       |
| ----- | -------------- | ------ | ------ | ------------- | ------------ |
| 11-15 | Tour de Beauce | Canada | 2.2    | Diego Camargo | Medellín-EPM |

### Août
| Date | Course           | Pays     | Classe | Vainqueur         | Équipe      |
| ---- | ---------------- | -------- | ------ | ----------------- | ----------- |
| 1-10 | Tour de Colombie | Colombie | 2.2    | Rodrigo Contreras | NU Colombia |